# Мехк-кхел
Мехк-кхел, Мехк Кхел — высший законодательный и судебный орган чеченцев и ингушей, призванный решать наиболее важные вопросы. Название буквально переводится как «суд страны». Появление Мехк-кхел датируется XVI — нач. XVII вв. В разное время авторитет Мехк-кхел менялся: его решения могли в одни периоды восприниматься как чисто рекомендательные, в другие — принимались к обязательному исполнению.
Накануне создания Имамата председателем Мехк-кхела был мулла Магомед, отец будущего шамилевского наиба — Шоипа-Муллы. По преданиям, одни из древних председателей Мехк-кхела Мулк и Коргоха ввели в стране единую меру длины, другой из известных председателей Мехк-кхела Тинаев Вюса освободил плоскостную Чечню от калмыков (XVII век).
По некоторым данным, последним главой Мехк-кхела был Сугаип-мулла Гойсумов (1837—1932) из Шали.
В Чеченской Республики Мехк-кхел был вновь созван в сентябре 1991 года. Сначала организация была общественно-политической, а затем стала государственным совещательным органом по Закону о парламенте от 24 декабря 1991 года. Мехк-кхел выполнял функции морального контроля и надзора, также организация занималась разрешением конфликтов, распределением земельных участков, межнациональными отношениями и приёмом граждан по личным вопросам. Председателем Мехк-кхел был избран Сайд-Ахмад Адизов (1922-1995) из села Гуни.
В 2008 часть тейпов Ингушетии избрала своих представителей для формирования Мехк-кхел, призванного стать «альтернативой» официальному законодательному собранию республики.

## Центры проведения заседаний
Заседания Мехк-кхела проводились в разных областях.

### Чечня
- Нашха — историческая область;
- Майста — историческая область;
- Кей — поселение одноимённого тайпа;
- Цой-Педе — историческая область Малхиста;
- Кхеташан корт (букв. возвышенность/вершина где собираются) — в Центарой;
- Жемин-Барз (букв. Жемиева гора) — у селения Чечен-Аул;
- Муйты-корт (букв. Муйты возвышенность/вершина[6]; здесь собирались чеченцы и ингуши[7]).

### Ингушетия
- Тхаба-Ерды — христианский и языческий храм[8].
- Ангушт — предгорное поселение[8].
- Заурово — равнинное поселение[8].
- Шолхи — предгорное поселение[8].
- Мят-лом — гора[8].
- Алам-босе — место в 7 км к югу от Владикавказа[8].